# Eridolius basalis
Eridolius basalis är en stekelart som först beskrevs av Stephens 1835.  Eridolius basalis ingår i släktet Eridolius och familjen brokparasitsteklar. Arten är reproducerande i Sverige. Inga underarter finns listade i Catalogue of Life.